# St.-Salvator-Kirche (Hermsdorf)

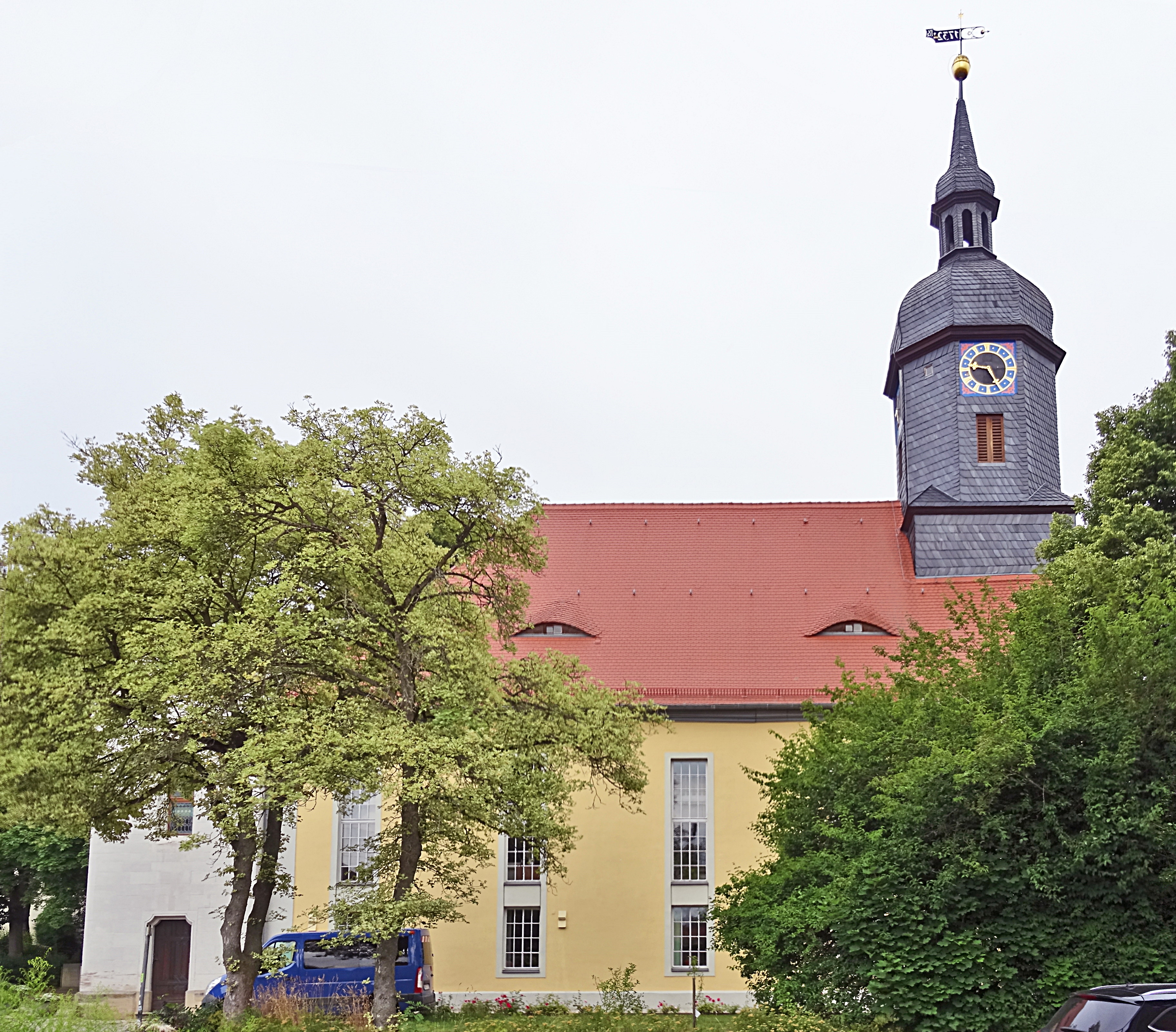
Hermsdorfer Stadtkirche

Die St.-Salvator-Kirche im thüringischen Hermsdorf ist die evangelische Pfarrkirche des Ortes. Das heutige Gotteshaus wurde an der Stelle einer kleinen Kirche erbaut und 1732 eingeweiht.

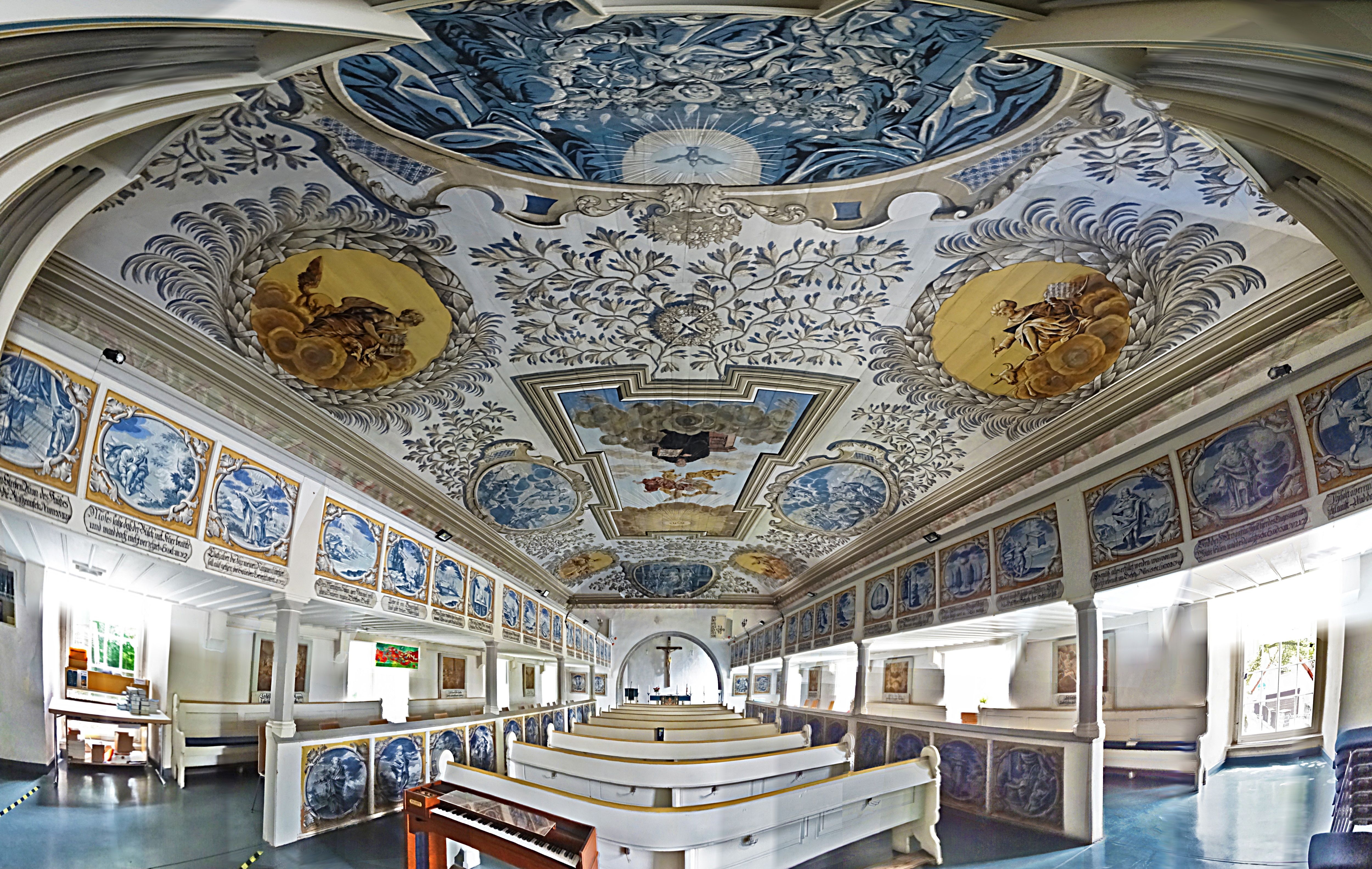
Innenraum-Panorama

## Geschichte

### Ab 1150
Die Vorgängerkirche wurde um 1150 aus Stein errichtet. Der obere Bereich des massiven Turms war als Fachwerk ausgeführt und seine vier Fachwerkseiten zum Schutz gegen Witterungseinflüsse schieferbeschlagen und sein Dach mit Ziegeln gedeckt, so das Kirchenrechnungsbuch von 1588. Mit dieser „Bewehrung“ war der Turm gegen Angriffe gut gerüstet. Seine Spitze trug eine Wetterfahne. Das Langhaus war mit Dachschindeln gedeckt. Es hatte kleine, hoch angesetzte Rundbogenfenster. Schon damals beherbergte der Turm drei Glocken, eine neue Kirchturmuhr kam 1589 hinzu, und die alte Uhr wurde im Folgejahr verkauft. Die Kirche war von einem durch Palisaden eingefriedeten Gottesacker umgeben. Seit etwa 1529, als die Reformation auch Hermsdorf erreichte, sind die Namen der Pfarrer bekannt. Vorher wurde die Kirchgemeinde geistlich vom Kloster Lausnitz betreut.

### Ab 1600
Nach alten Abgabeverzeichnissen ist davon auszugehen, dass Hermsdorf 1521 90 Einwohner in 18 Häusern hatte. Dafür war die kleine Dorfkirche ausreichend; aber der Ort wuchs und hatte Ende des 16. Jahrhunderts bereits knapp 200 Bewohner. Um weiteren Platz für die wachsende Kirchgemeinde zu schaffen, erhielt die Kirche bei einem Umbau um 1600 eine Empore, die vermutlich durch eine Außentreppe erreichbar war. Trotz der Verluste durch den Dreißigjährigen Krieg wurde schon kurz danach eine zweite Empore eingebaut. Schon 50 Jahre später war die kleine Kirche baufällig geworden und zu klein für alle Gläubigen. Ab 1710 wurde zunächst erwogen, die baufälligen Teile der Kirche zu erneuern, weil dies preisgünstiger als ein Neubau schien. Als man mit der Sanierung des Turms beginnen wollte, befürchteten jedoch Fachleute, dass beim Einreißen des Turms der Dachstuhl des Kirchenschiffs einstürzen würde – ausreichender Grund für den Beginn eines Neubaus.

### Ab 1720
Als 1720 die Bevölkerung Hermsdorfs 491 Personen zählte und auch die Filialgemeinden Oberndorf und Reichenbach, in denen zusammen ebenfalls rund 500 Personen lebten, jeden dritten Sonntag und zu den großen Festen und Bußgottesdiensten in die Hermsdorfer Kirche kommen sollten, stellten der Pfarrer und die Gemeinde verschiedene Anträge auf Genehmigung eines Kirchenneubaus an den Landesherren. Als Gründe gaben sie an, dass es bei Festgottesdiensten weder genügend Stehplätze in der Kirche und auf den Emporentreppen gebe, noch der Platz auf dem Kirchhof oder im „Leichenhäuslein“ genügen würde, um alle Gläubigen aufzunehmen. Hinzu käme die Dunkelheit in der Kirche, die ein Lesen auf den Emporen und den „Weiberplätzen“ unmöglich mache. Beinahe 2000 Gulden waren veranschlagt. Sie sollten aufgebracht werden jeweils zur Hälfte aus Rücklagen und durch den Wiedereinsatz des Abbruchmaterials der alten Kirche sowie durch Verwendung von Holz aus dem Kirchenwald und durch Holzverkauf. Transportleistungen und Hilfsarbeiten waren weitgehend durch Fronleistungen der drei Gemeinden zu erbringen. Die Filialgemeinden wurden trotz aller Gegenwehr – sie besaßen jede ihr eigenes Kirchengebäude und mussten es erhalten – per Gerichtsbeschluss zu den Leistungen gezwungen.
Noch vor der letzten Entscheidung des Konsistoriums zur Finanzierung des Kirchenneubaus hatten die Hermsdorfer am 21. April 1732 ihre alte Kirche eingerissen und den Bauplatz beräumt. Nach der Grundsteinlegung 14 Tage später wurde am 25. August 1732 wurde mit dem Richten begonnen. Schon am 1. Advent 1732 wurde das Gotteshaus nach dem Innenausbau geweiht. Unter die baulichen Restarbeiten fiel die Deckung des Turmdachs im Frühjahr 1733, der Knopf ist am 30. März 1733 aufgesetzt worden. Auch neue Kirche bekam zwei Emporen und einen frei im unteren Turmbereich stehenden, steinernen Altar an der Ostseite der Kirche. Aus der alten Kirche wurden übernommen: das große Kruzifix, die drei Glocken und wahrscheinlich auch die Turmuhr von 1589.
Nach Motiven aus der Merian-Bilder-Bibel wurden Emporen und Decke des Langhauses einige Jahre später mit Bildern und Sprüchen in blau und zum Teil in braun bemalt, vorzugsweise in Grisaille-Technik. Das Mittelfeld der Decke stellt Martin Luther dar, die aufgeschlagene Bibel in der Hand.
Die vier Seiten der Tonnendecke tragen in großen Medaillons Bilder der Geburt Jesu, Auferstehung, Himmelfahrt und Ausgießung des Heiligen Geistes in blauen Farbtönen. In den vier Ecken sind die Evangelisten mit ihren Symbolwesen Lukas (Stier), Markus (Löwe), Matthäus (geflügelter Mensch) und Johannes (Adler) in bräunlichen Farbtönen dargestellt.
Sinnbildliche Darstellungen mit belehrenden Unterschriften enthalten die Felder der oberen Empore, die untere Empore an der Nordseite die Propheten und den St. Salvator (Christus im Garten Gethsemane), an der Südseite die zwölf Apostel in bläulichen Farbabstufungen. Erklärende Bibelsprüche runden die Emporenmalerei ab. Mit dem gewachsenen Vermögen konnte sich die Kirche um 1750 eine kleine Orgel leisten.

### Ab 1832
Neue textile Behänge (Paramente) in den Farben der jeweiligen Jahreszeit schmückten Kanzel und Altar im Jubiläumsjahr 1832, und der steinerne Altar wurde durch einen hölzernen ersetzt, der an der Rückwand eine Sonne und ein Kreuz trug und mit zwei hölzernen Säulen geschmückt war. Nachrichten über diese Neugestaltung des Altarraums und der Kanzel sowie Berichte zur Zeitgeschichte fand man 1936 in einer der Säulen, die inzwischen aus der Kirche entfernt und in einem Garten aufgestellt worden waren.
Ende des 19. Jahrhunderts genügte das Gotteshaus infolge des Aufschwungs durch die Industrialisierung nicht mehr den gewachsenen Anforderungen, so dass an der Westseite ein dem Zeitgeschmack entsprechender neugotischer Vorbau für eine größere Orgel und geräumige Treppenaufgänge zu den Emporen errichtet wurde. Der Chorraum erhielt ein Spitzbogenfenster mit farbiger Bleiverglasung in der Ostwand sowie Altar, Kanzel und Orgelprospekt mit Schnitzarbeiten in diesem Stil. Dazu passend, aber auch aus Stabilitätsgründen, wurde auch die Dachneigung des Kirchenschiffs steiler ausgeführt. Am 21. Januar 1885 wurde die neue Orgel abgenommen, die von den Gebrüdern Poppe in Roda gebaut worden war.
Zum Zwecke der Beheizung wurden Ende des 19. Jahrhunderts zwei Eisenöfen mit jeweils einem äußeren Schornstein an der Nord- und Südseite eingebaut. Allerdings wurde die Kirche bei kalten Schornsteinen über Jahrzehnte durch austretende Rauchgase belastet (mangelnder Zug), die der Ausmalung schadeten, d. h. die Bilder an Decke und Emporen verrußen und die Farben abblättern ließen. Auch andere Schäden an den Wänden (Salpeterausblühungen) machten es erforderlich, zunächst den Altarraum 1922 renovieren zu lassen. Letztlich entschloss man sich jedoch, die wertvolle Ausmalung der gesamten Kirche restaurieren zu lassen. Neben anderen Arbeiten wurden Altar, Kanzel und Orgelprospekt eingestimmt, die Wände von Altarraum und Schiff erhielten im unteren Bereich eine Holztäfelung und im Altarraum wurden Gedächtnis- und Votivtafeln angebracht.

### Umbau 1972
Mit der Abnahme der Frequentierung der Gottesdienste in der zweiten Hälfte des 20. Jahrhunderts nahm der Bedarf an Nebenräumen für die Unterweisung der Kinder in der Christenlehre und die Arbeit mit verschiedenen Gemeindegruppen wieder zu. Da für Baumaßnahmen außerhalb des Kirchengebäudes keine Genehmigung erteilt wurde, entschloss man sich 1972, den Fußboden des Gottesdienstraumes in die Höhe des Fußbodens der ersten Empore zu verlegen. Das Erdgeschoss nahm nun Räume auf für den Gemeindedienst wie Christenlehre, Sitzungen, Chorarbeit, Bibelarbeit, Winterkirche und Kirchbüro mit Friedhofsverwaltung. Die wertvollen, stark verschmutzten Teile der alten Kirche wurden weitgehend erhalten und restauriert. Leider konnten die Bildunterschriften der unteren Empore und die Bilder der Orgelemporenbrüstung nicht mehr untergebracht werden. Ein Lesepult ersetzte die Kanzel, die vormals in Höhe der ersten Empore stand. Vom Altar blieb eine Mensa übrig, die im Turmraum steht. Zentral in den Altarraum stellte man das aus der ersten Kirche stammende große Kruzifix. Der Umbau beinhaltete auch die Entfernung der beiden außen angesetzten Schornsteine, die durch eine Esse innerhalb des linken Treppenhauses ersetzt wurden, das deshalb umgebaut werden musste. Nützlich erwies sich der Einbau einer in den 1990er Jahren behindertengerecht umgebauten Toilette unter der Treppe. Ein neu eingebauter Heizungskeller sorgte zeitweise für die Beheizung des Kirchsaales mit Warmluft, die heute durch eine elektrische Fußbodenheizung bewerkstelligt wird. Die unteren Räumen werden durch eine Nachtspeicherheizung erwärmt. Eine Außentreppe im Obergeschoss fungiert als zweiter Fluchtweg auf der Nordseite, der Haupteingang erhielt eine schützende Überdachung. Eine Erweiterung der Fenster nach unten sorgte für die Räume im Untergeschoss eine stärkere Belichtung.

### Ab 1990

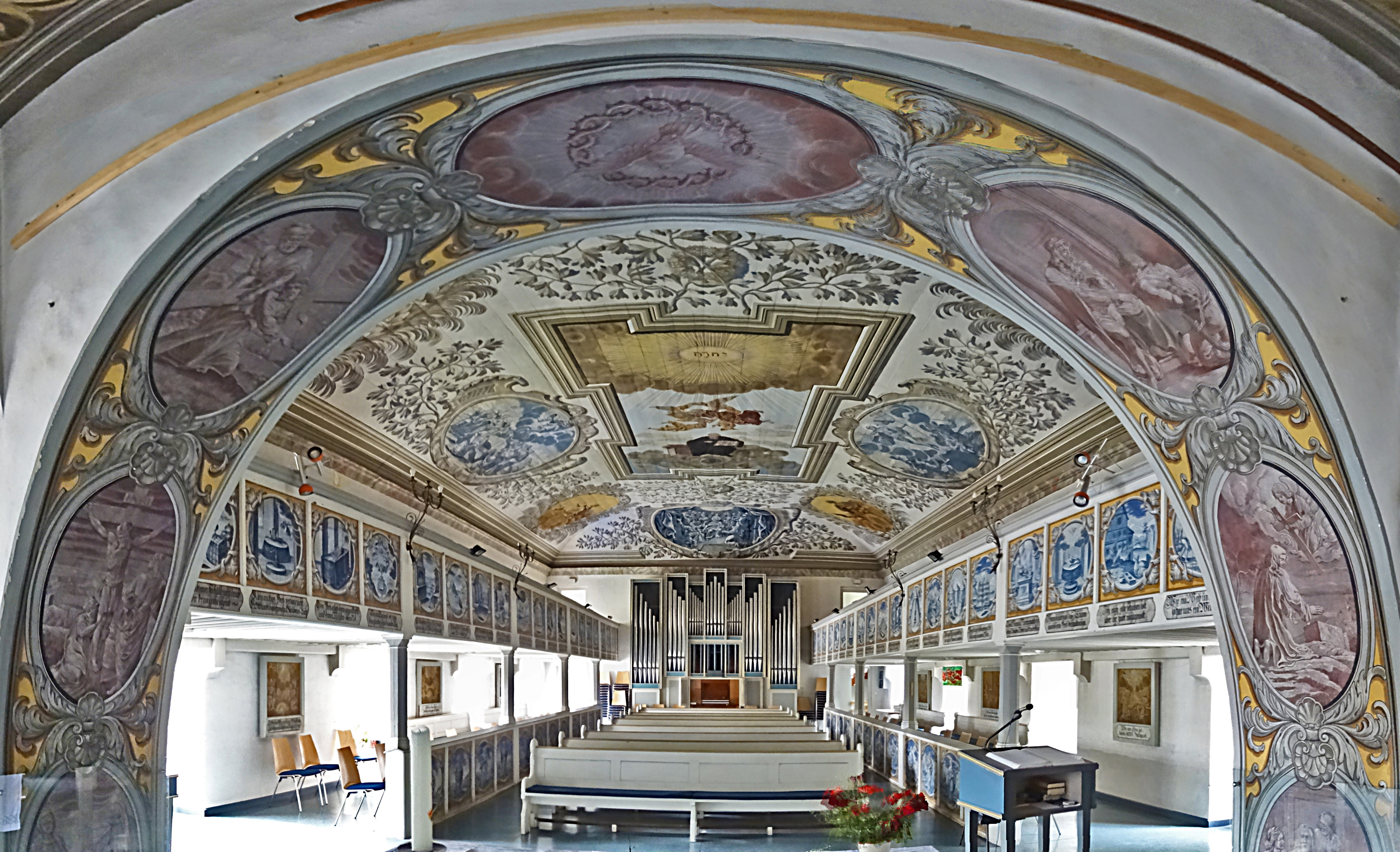
Blick durchs Kirchenschiff

Der Zweite Weltkrieg und die Zustände danach bis zur Wende erlaubten wegen Arbeitskräfte- und Material-Mangels keine Neueindeckung des Turmes und des Kirchendachs, Reparaturen waren Flickwerk. Schon bald nach den Umbauten in den 70er Jahren waren an der Ausmalung Wasserschäden festzustellen. Die Schieferdeckung des Vorbaus war nicht mehr dicht, und es bestand die Gefahr von größeren Sturmschäden am Kirchendach, da durch schadhafte Stellen in der Dachfläche und an den Firsten entsprechende Angriffspunkte gegeben waren. Mit öffentlichen Mitteln wurde 1995 das Schieferdach des Vorbaus und ein kleiner Teil des Kirchendaches erneuert.
2002 bis 2004 war es durch großzügige öffentliche Förderungen möglich, den Turm und das Dach des Kirchenschiffs komplett und den Forderungen des Denkmalschutzes entsprechend neu einzudecken. Besonders schwierig gestaltete sich die Sanierung des Dachstuhls. Infolge Hausschwammbefall war der Dachstuhl stark geschädigt. So musste er in großen Teilen ersetzt werden.
Heute bildet den Abschluss der äußeren Instandsetzung des Kirchengebäudes die Sanierung der Fassade und eine Restaurierung der Ausmalung, um erneute Wasserschäden zu beseitigen. Eine benutzerfreundliche Gestaltung des Zugangs zum Gottesdienstraum steht ebenfalls an. Das nach dem Ersten Weltkrieg errichtete Kriegerdenkmal für die gefallenen Hermsdorfer Bürger zwischen der Kirche und der um die Jahrhundertwende erbauten Schule wurde – durch die damalige Gemeindeverwaltung veranlasst – 1955 abgerissen.
Durch die Umgestaltung der Kirche in den 1970er Jahren hat sich die Akustik des Raumes verändert, so dass sie besonders für kammermusikalische Darbietungen geeignet ist. Das Engagement der Gemeinde und der Partnergemeinden ermöglichten es, im Jahre 1989 eine neue, den geänderten akustischen Verhältnissen angepasste zweimanualige Orgel von W. Sauer Orgelbau aus Frankfurt/Oder einzubauen. Jedes Jahr lädt die Kirchgemeinde zu einer Reihe von Konzerten mit hervorragenden Interpreten ein. Ein besonderer Höhepunkt ist jeweils die musikalische Woche am Beginn der Adventszeit, in der auch stets ein größeres Chorwerk erklingt.
Die St.-Salvator-Kirche steht als Baudenkmal an zentraler Stelle im Ort. Dank der baulichen Anpassung an die jeweiligen Bedürfnisse der Gemeinde sind die Merkmale unterschiedlicher Stilepochen zu erkennen.

## Geläut
Für das Geläut aus drei Bronze-Kirchenglocken wurde 1888 ein stählerner Glockenstuhl eingebaut, weil durch das Geläut das ganze Gebäude erschüttert worden war, der 1903 nochmals verbessert werden musste, um die Belastungen möglichst weit in die Turmbasis abzuleiten. Wenn die Proportionen des Klöppels nicht zu denen der Glocke passen, erhalten Glocken manchmal durch den harten Anschlag des Klöppels einen Riss, so dass diese umgegossen oder ausgetauscht werden müssen.
Nach einem entsprechenden Schaden von zwei der alten Glocken in den 1890er Jahren mussten 1917 alle drei Bronzeglocken „in den Krieg ziehen“ und als Metallspende für Rüstungszwecke im Ersten Weltkrieg abgegeben werden. 1920 wurden sie durch Eisenhartgussglocken aus einer  Glockengießerei in Apolda in der Stimmung f′, a′ und c² ersetzt.
Um den Küster und seine Gehilfen von der Arbeit des täglichen Glockenläutens zu entlasten, wurden 1967 drei Läutemaschinen installiert, so dass nun die Glocken auf Knopfdruck bzw. pünktlich durch die Uhr gesteuert geläutet werden können. Auch das Aufziehen der Kirchturmuhr mit zwei Gewichten für Uhrwerk und Schlagwerk erforderte früher täglich personellen Einsatz.
Seit 1993 steuert eine Funkuhr die alten Zeigerwerke und das Schlagwerk.

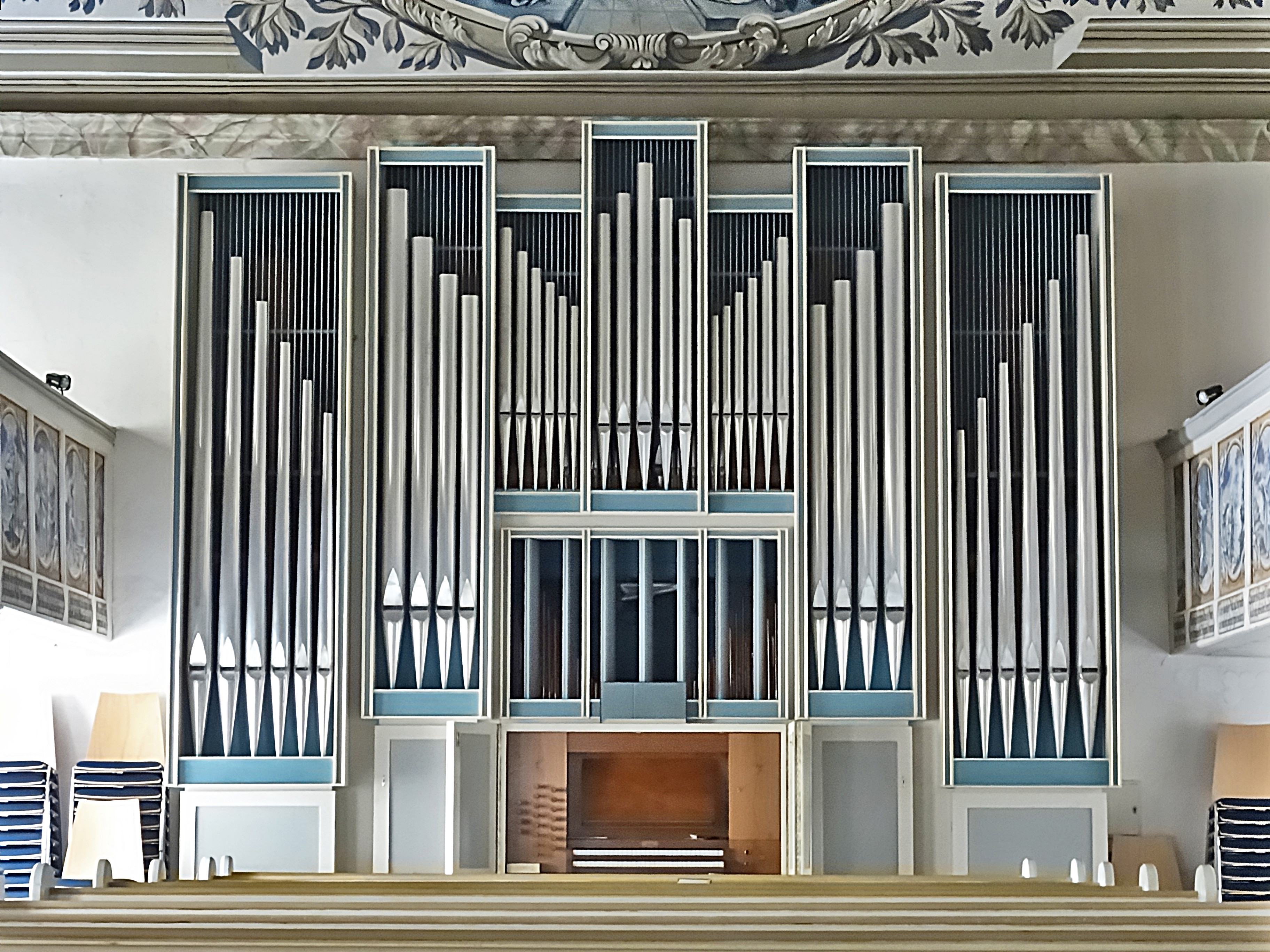
Sauer-Orgel

## Orgel
Die Orgel ist ein Werk des VEB Frankfurter Orgelbau Sauer. Sie wurde 1989 als Opus 2228 gebaut und ersetzte ein Vorgängerinstrument der Gebr. Poppe aus dem Jahr 1884. Sie verfügt über 17 Register auf zwei Manualen und Pedal.

## Nutzung
In Hermsdorf wurde um 1530 die Reformation eingeführt und der Ort war in der Folgezeit mehrheitlich evangelisch-lutherisch geprägt. Mit der Entwicklung der Industrie und dem Zuzug von Arbeitern und Angestellten aus anderen Teilen Deutschlands im 19. Jahrhundert kamen auch wieder Gläubige anderer Konfessionen in den Ort.
In den späten 1920er Jahren waren von etwa 3500 Einwohnern etwa 3000 evangelisch-lutherisch, etwa 40 römisch-katholisch, zehn neuapostolisch, etwa 40 gehörten zur Freien Evangelischen Gemeinde und ungefähr 400 zählten zu den Freidenkern. Die Flüchtlingsströme nach dem Zweiten Weltkrieg, die wiederholten Zuzüge infolge der rasanten industriellen Entwicklung und zahlreiche Kirchenaustritte bewirkten eine weitere Verschiebung der Verhältnisse.
In der evangelischen Salvator-Kirche finden auch Festgottesdienste der römisch-katholischen Gemeinde statt.
Die Evangelisch-Lutherische Kirchgemeinde in Hermsdorf hat derzeit (Stand: 2011) etwa 1700 Gemeindeglieder.